# Max Pinchard
Max Pinchard (* 21. Juli 1928 in Le Havre; † 12. Dezember 2009 in Rouen) war ein französischer Komponist und Musikwissenschaftler.

## Leben und Werk
Max Pinchard war Schüler von Georges Migot und Albert Beaucamp. Er wirkte als Professor für Musikgeschichte am Konservatorium von Rouen.
Max Pinchard schrieb unter anderem zwei Symphonien (1961, 1965), den symphonischen Satz für Orchester Quadruple (1969), ein Cembalokonzert (1969), ein Doppelkonzert für Viola, Violoncello und Streichorchester (1969), Karma für Klarinette und Streichorchester (1971), Kammermusik wie das Divertissement d’été für Flöte, Violine, Violoncello und Klavier (1961), das Tombeau de Marin Marais für Flöte, Violine, Viola da gamba und Spinett (1967), vier Inventionen für zwei Violoncelli (1960), Prélude, cadence et final für Violoncello und Klavier (1965), Prelude et danse für Viola und Violoncello (1966), die Sonate concertante für Flöte und Klavier (1967), das Funkoratorium Tombeau de Federico Garcá Lorca für Sprecher, Vokalensemble, Flöte, Klarinette, Trompete, Violoncello, Schlagzeug und Klavier (1960), Office pour une communauté paroissiale für zwei Stimmen und Orgel (1960), die Kantate Le fruit partagé für Chor, einen Solisten und Streichorchester (Text vom Komponisten, 1969) sowie weltliche und geistliche Chöre und Lieder.
Neben einer Reihe von Zeitschriftenaufsätzen (vor allem in „Musica“) schrieb er unter anderem Introduction à l’art musical (Paris 1957, revidiert 1965), Connaisance de Georges Migot, musicien français (Paris 1959), A la recherche de la musique vivante. Chefs-d’oeuvre de la musique commentée (Zwei Bände, Paris 1967, 1969). Max Pinchard trat auch als Herausgeber älterer Musik hervor.